# Palatul de la Saint-Cloud
Palatul / Castelul de la Saint-Cloud a fost un castel regal situat în Saint-Cloud ( Hauts-de-Seine) (la 5 km de Paris) fiind așezat cu vedere spre Sena. Bombardat și ars în timpul războiului franco-prusac din 1870, astăzi rămâne doar parcul de 460 de hectare (denumit oficial „ domeniul național Saint-Cloud ”). 

## Istorie

### Castelul familiei Gondi (secolul 16)
Gondi sunt o familie de bancheri florentini care au ajuns în Franța în 1543 însoțind-o pe Caterina de' Medici. În anii 1570 - probabil în 1577 - i-a oferit lui Jérôme de Gondi un conac la Saint-Cloud, numit „Hôtel d’Aulnay”. În jurul acestuia, Jérôme de Gondi a construit un castel în formă de L, în jurul unei terase. Fațada principală privește spre sud, iar aripa se termină cu un pavilion din care privirea îmbrățișează priveliștea Senei. 
Acesta este castelul în care Henri III s-a mutat pentru a conduce asediul Parisului, deținut de aliații Ligii. Acesta este și locul în care a fost asasinat, la 1 august 1589, de către călugărul Jacques Clément. Tot aici Henri IV este recunoscut rege. 
După moartea lui Jérôme de Gondi în 1604, castelul a fost vândut în 1618 de fiul său lui Jean de Bueil, conte de Sancerre. Dar acesta din urmă moare la scurt timp după, în 1625 și Jean-François de Gondi, arhiepiscopul Parisului, cumpără moșia și pune să-l împodobească, în special de către Thomas Francine, care lucra grădinile. 
La moartea lui Jean-François de Gondi în 1654, Philippe-Emmanuel de Gondi devine noul proprietar, apoi nepotul său Henri de Gondi, Ducele de Retz, care vinde proprietatea în 1655 lui Barthélemy Hervart, bancher de origine germană, intendent și apoi superintendent al Finanțelor. Acesta a extins parcul până la 12 hectare și comandă lucrări considerabile despre care nu se știe aproape nimic. Știm doar că pune să se construiască o cascada mare în parc, deseori confundată cu cea care s-a păstrat.

### Castelul luiMonsieur(1658-1701)

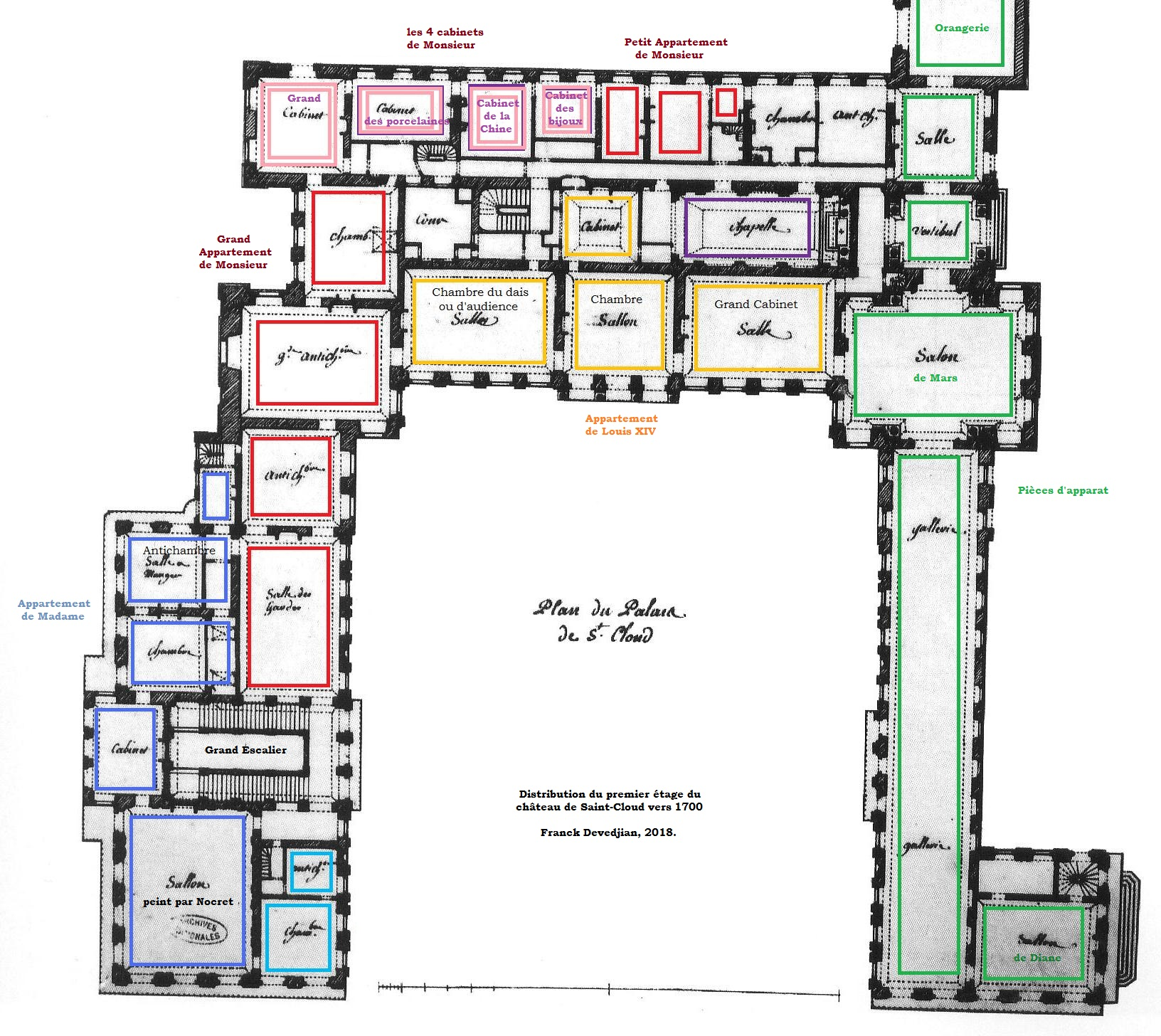
Distribuția spațiilor primului etaj al castelului de la Saint-Cloud în jurul anului 1700.

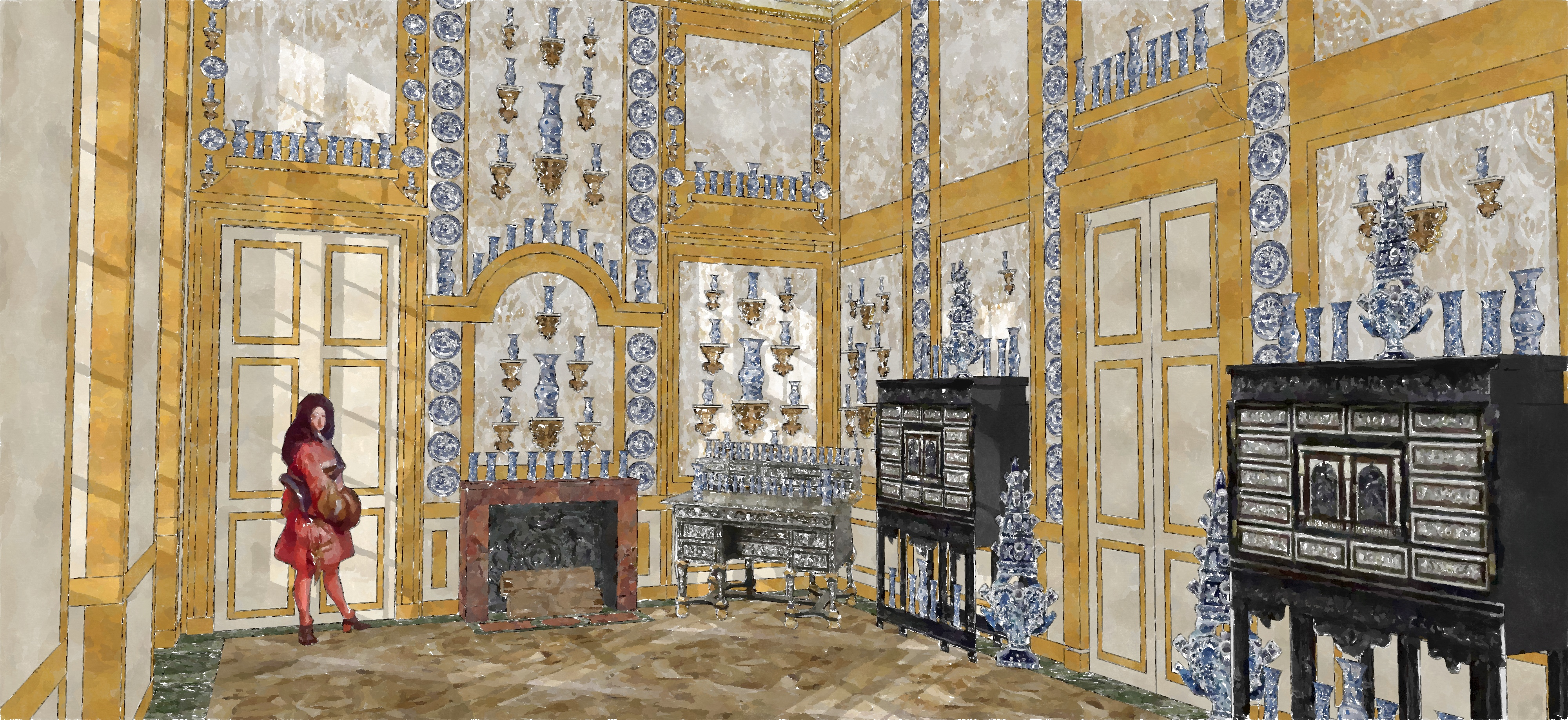
Evocarea cabinetului de porțelanuri aparținând lui "Monsieur" la Castelul de la Saint-Cloud, în jurul anului 1685.

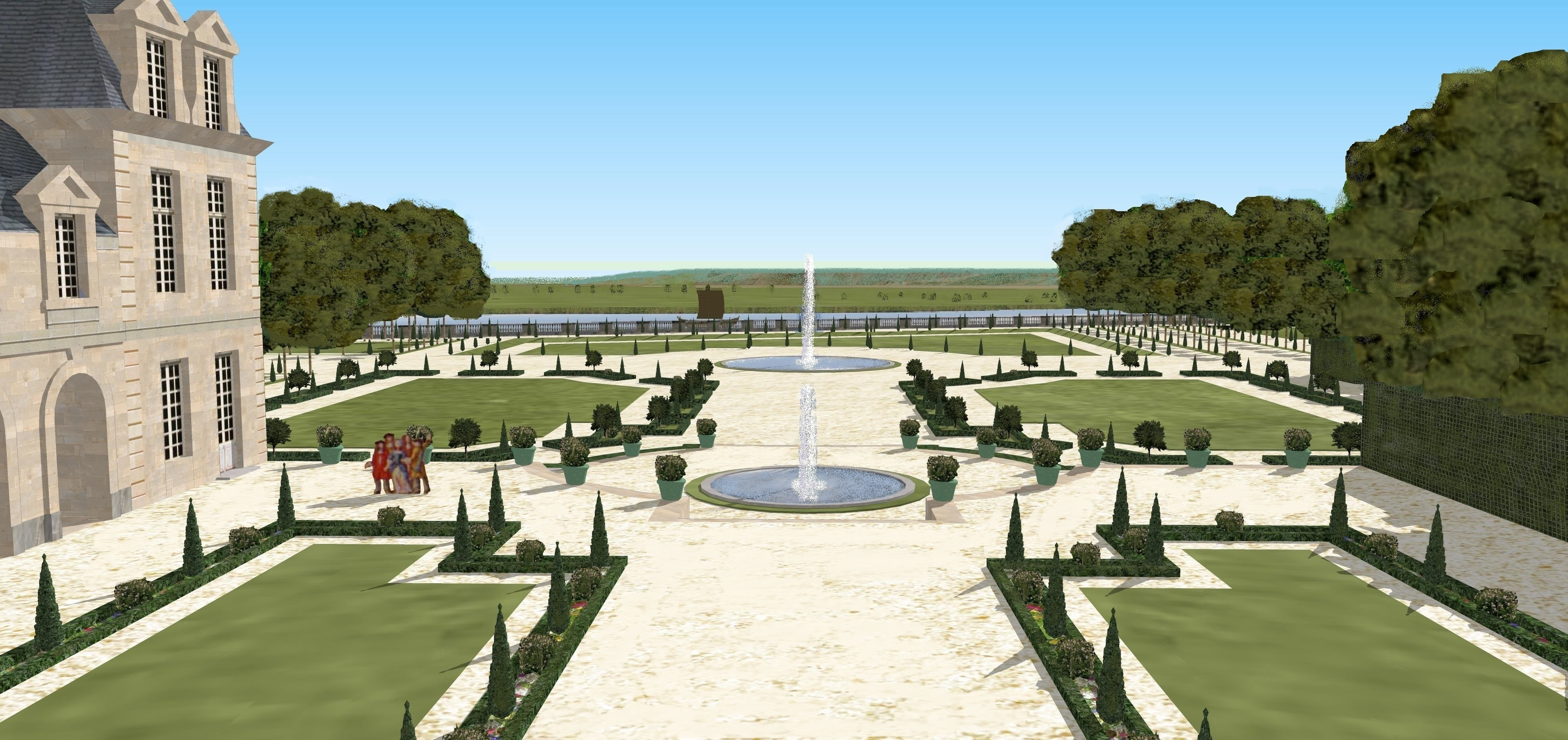
Perspectivă spre grădinile inferioare din Saint-Cloud din vârful scărilor; așa cum se prezenta în jurul anului 1700.

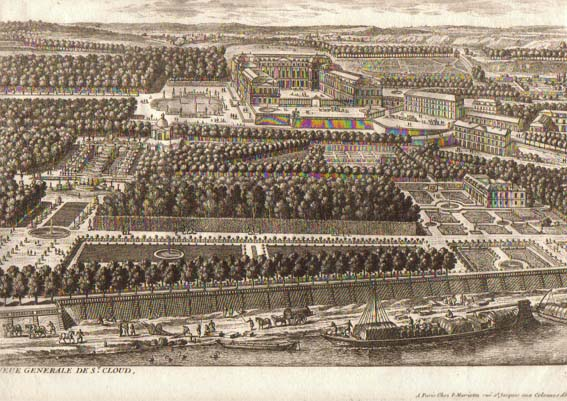
Vedere generală a domeniului Saint-Cloud, gravură de Adam Pérelle.

Știm precis că în 1658 domeniul a fost cumpărat de regele Ludovic al XIV-lea (de fapt de Mazarin), pentru ca fratele regelui, Philippe, căruia i se spunea Monsieur, Duce de Anjou și viitorul Duce de Orléans, să aibă o frumoasă reședință "la țară”, deși niciun document nu permite reconstituirea condițiilor și etapelor vânzării proprietății Hervart către Maison de France. Informația cum că la 25 octombrie 1658, Monsieur cumpără moșia Saint-Cloud pentru 240.000 livre, la câteva săptămâni după ce, zice-se, Hervart a organizat o festivitate somptuoasă în onoarea lui Ludovic al XIV-lea, a lui Monsieur, a mamei lor Anna de Austria și a cardinalului Mazarin, este contrazisă de gazetele vremii. Citim într-adevăr în publicația La Gazette din 12 octobre 1658: 
| “ | Pe data de 6, regele, cu care erau Monsieur și Eminența Sa, a mers să se recreeze într-o plimbare la Saint-Cloud, în frumoasa casă a sieur Dervar [sic], unul dintre controlorii generali de finanțe, care i-a invitat la cină, și dregătorii curții, cu un asemenea lux încât a primit toate dovezile posibile de satisfacție de la Majestatea Sa; care a vrut apoi să vadă pentru a doua oară, la Chaillot, balena care fusese mânată acolo de pe coasta Fontarabie [...] | ” |

 Apoi, în cea din 19 octombrie : 
| “ | Pe data de 12 curent, regina [Ana de Austria], însoțită de Mademoiselle, s-a dus să vadă la Saint-Cloud frumoasa casă a lui Monsieur, care îi aparținea lui sieur Dervart [sic]; și regele mergând și el acolo, acest prinț a dat întregii suite o gustare splendidă. | ” |

 Prin urmare, tranzacția trebuie să fi avut loc înainte —     și, probabil, totul fusese deja decis în timpul mesei oferite de Hervart pe 6. Motivele exacte ale acestei achiziții rămân necunoscute. Mazarin întreprindea oare o politică de construire a unei rețele de castele regale în vestul Parisului? Sau era vorba să i se asigure „micului Monsieur”, care tocmai împlinise optsprezece ani, un stil de viață demn de fratele celui care începuse deja să fie numit "cel mai mare Rege al Lumi"i (fără a aștepta dispariția celui care avea încă titlul de „Monsieur”, Gaston d’Orléans, fratele răposatului rege Ludovic al XIII-lea)? Remarcăm într-adevăr că tocmai în aceeași lună octombrie 1658 i s-a dat lui Philippe un alt atribut princiar, o trupă de teatru, în acest caz, cea a lui Molière. 
De la achiziția domeniului până la moartea sa în 1701, Monsieur a întreprins lucrări pentru extinderea castelului. Acestea au fost conduse de arhitectul său, Antoine Le Pautre, până la moartea acestuia din urmă, în 1679, apoi de asistentul său, Jean Girard, mai degrabă zidar decât arhitect, și poate de către Thomas Gobert. Jules Hardouin-Mansart intervine la sfârșitul secolului. Decorul interior este încredințat pictorilor Jean Nocret și Pierre Mignard. Grădina a fost reproiectată de André Le Nôtre, iar parcul a fost considerabil lărgit între 1659 și 1695, trecând de la 12 la 590 de hectare, aproape suprafața actuală. Valoarea achizițiilor făcute astfel a ajuns la 156.000 livre. 

Aici, la Castelul Saint-Cloud, a murit, în 1670, prima soție a lui Monsieur, Anne Henrietta a Angliei, pentru care Bossuet a rostit celebrul discurs funebru: 
„Madame se meurt, Madame est morte.”
Madame este pe moarte, Madame a murit). 
În octombrie 1678, au avut loc festivaluri magnifice timp de cinci zile în cinstea lui Ludovic al XIV-lea, care a putut astfel să descopere somptuozitatea castelului construit de fratele său. 
Ducele de Orléans a murit tot acolo, pe 9 juin 1701 dimineața, de un accident vascular cerebral, a doua zi după o ceartă cu regele cu privire la căsătoria copiilor lor. 

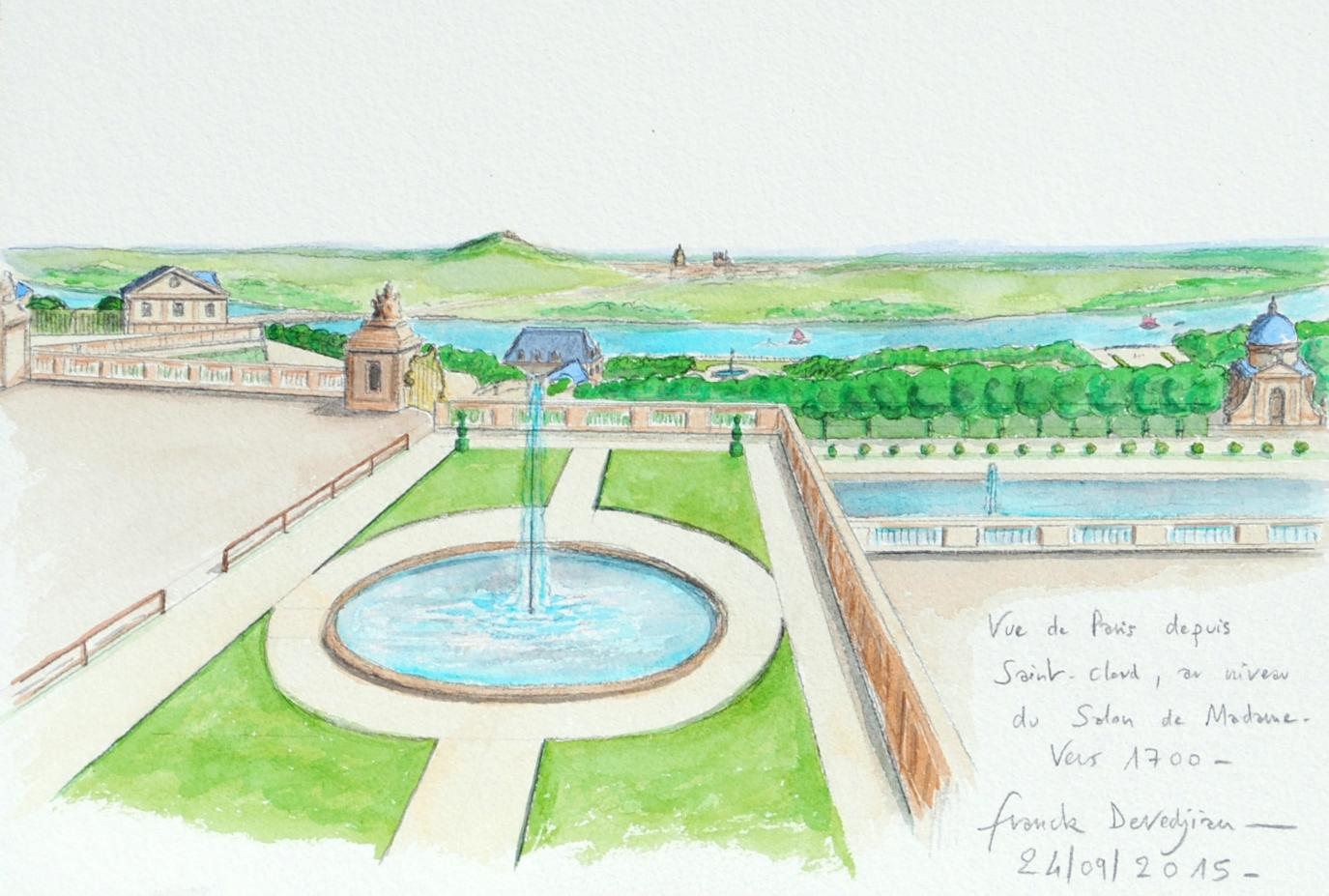
Acuarelă care ilustrează vederea Parisului de la primul etaj al Castelului Saint-Cloud, din camera de zi a Madamei.
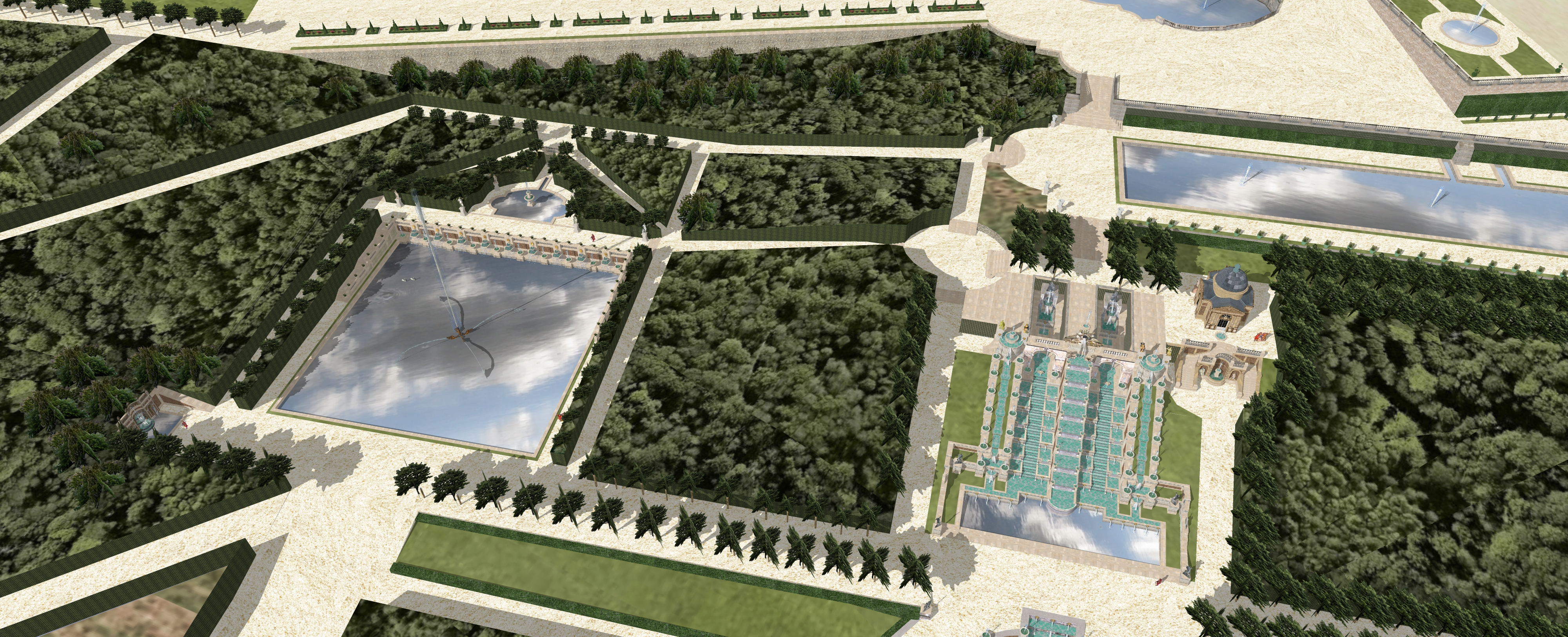
Marele Jet și Grande Cascadă.
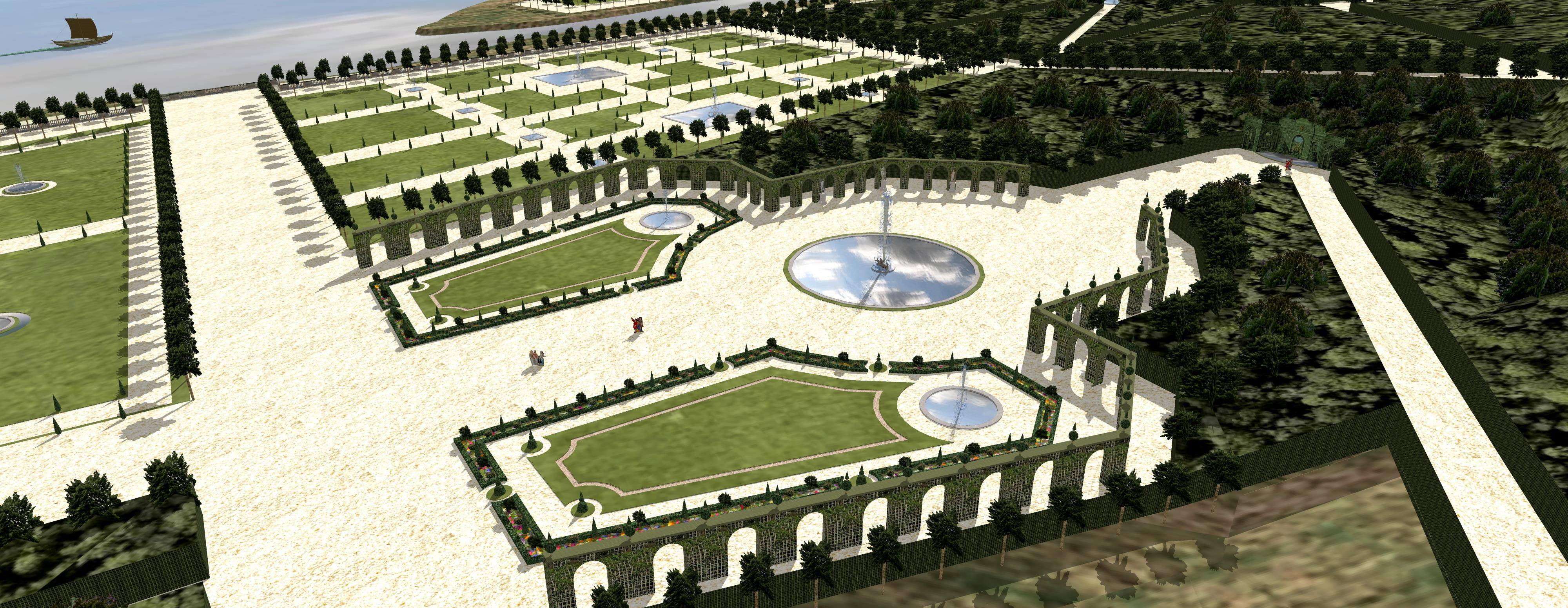
Leagănele, grădinile joase.
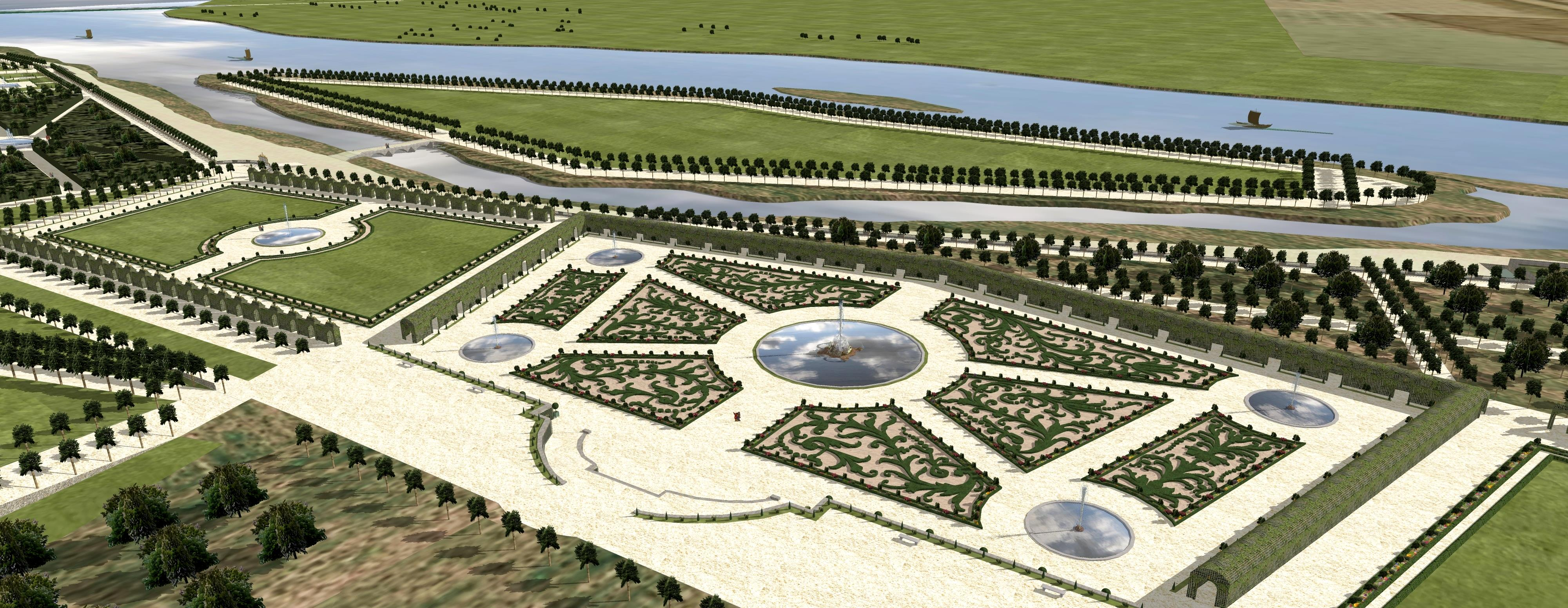
Parterul lui Venus, Trianon din Saint-Cloud.
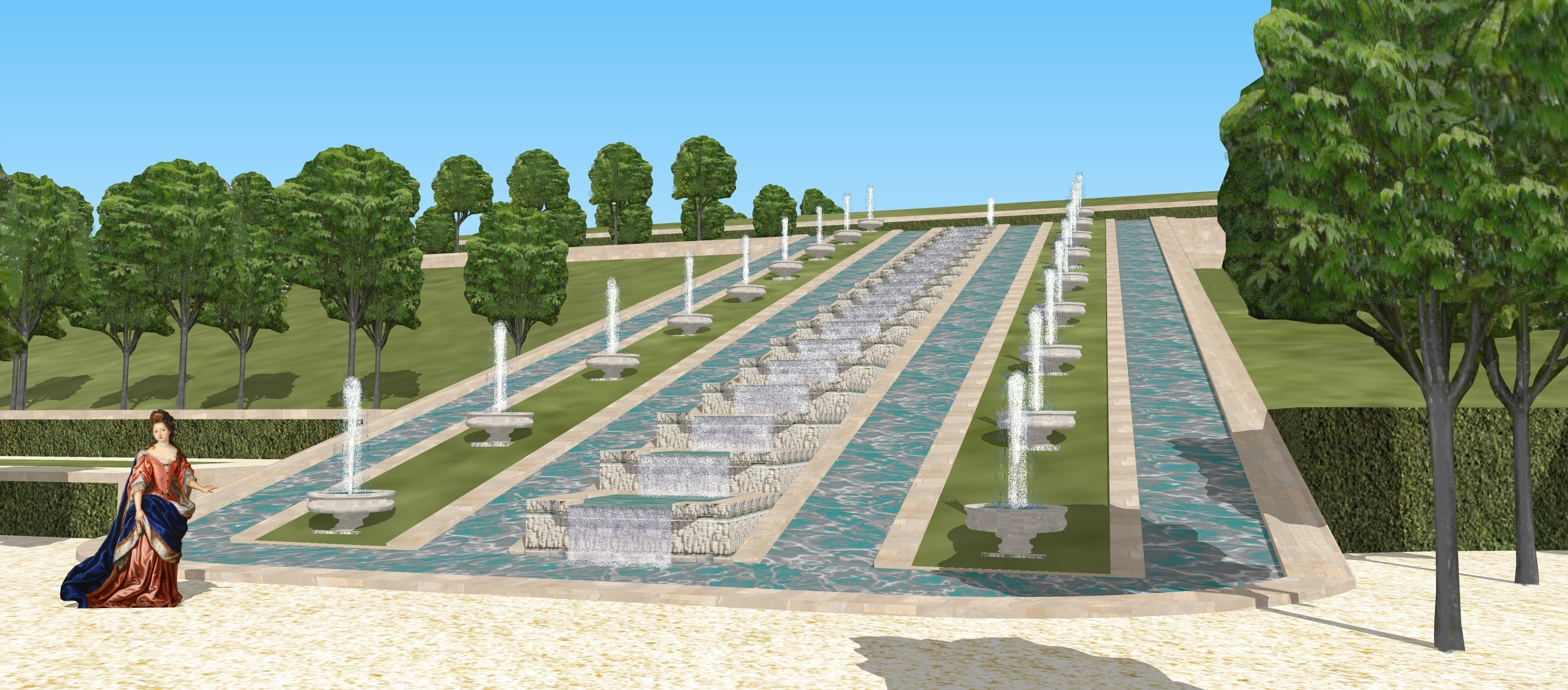
Micile cascade din Saint-Cloud.
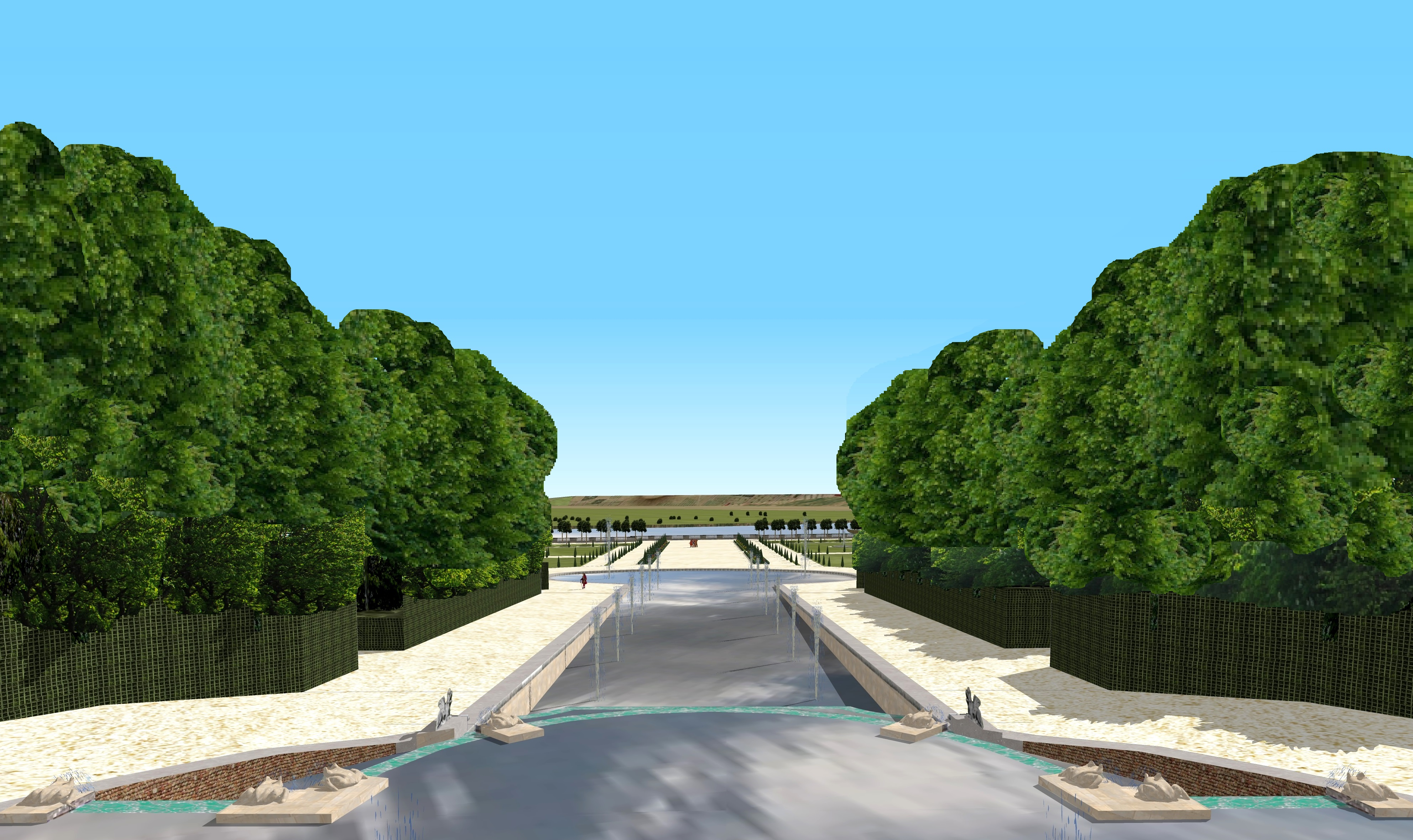
Restituirea de la Cascada Grande pe canal și Sena.
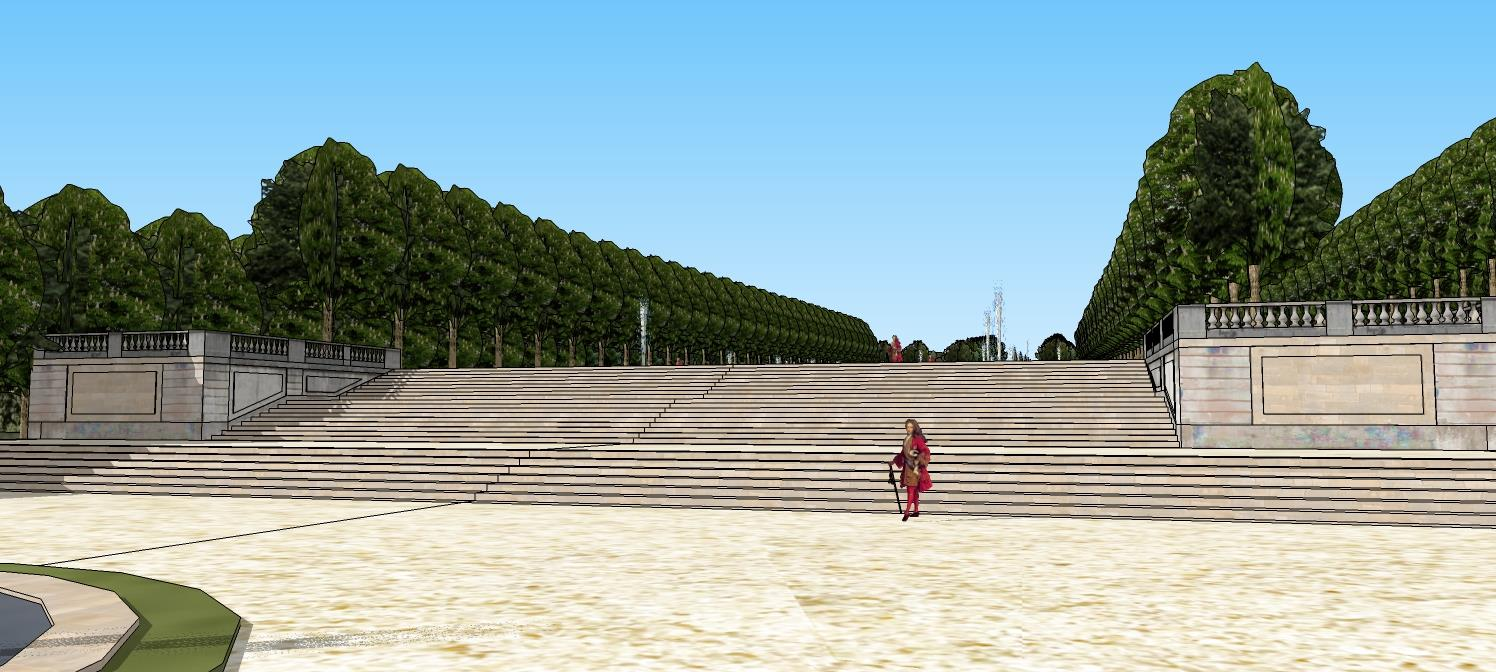
Restituirea Marii Scări din perspectiva grădinilor înalte.
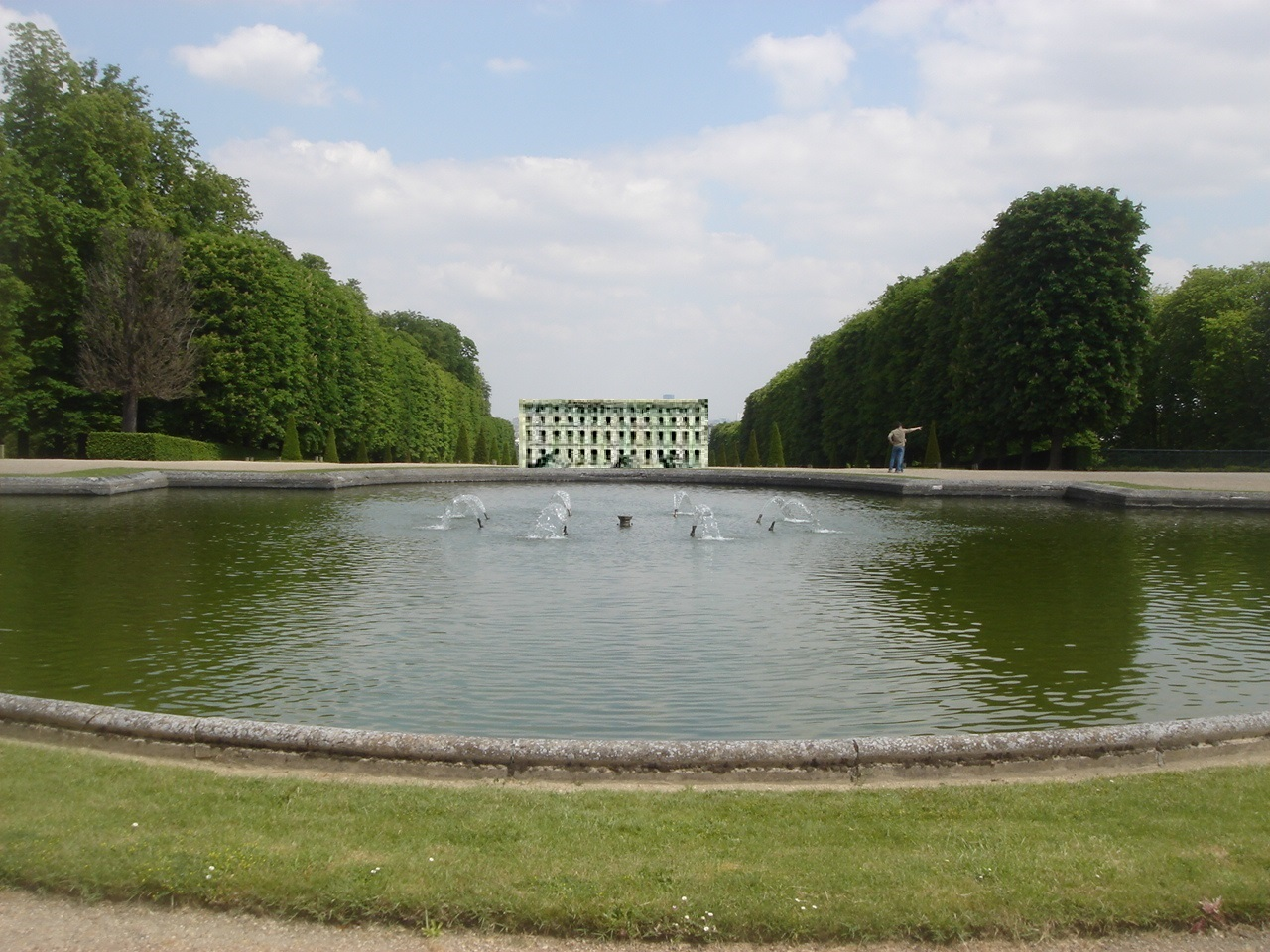
Diagrama care arată jocul vizual creat de André Le Nôtre de pe albia celor 24 de jeturi.
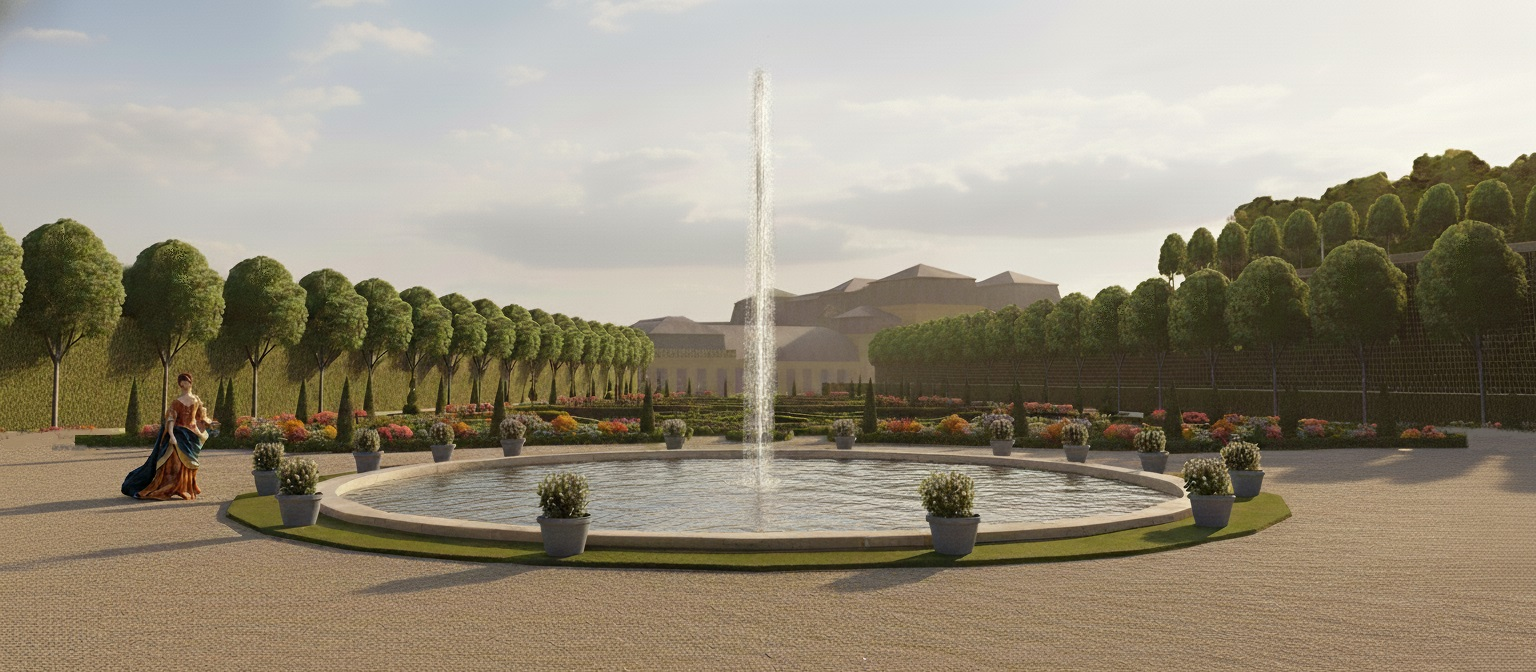
Vedere a rondului Apollo de pe aleea finală.
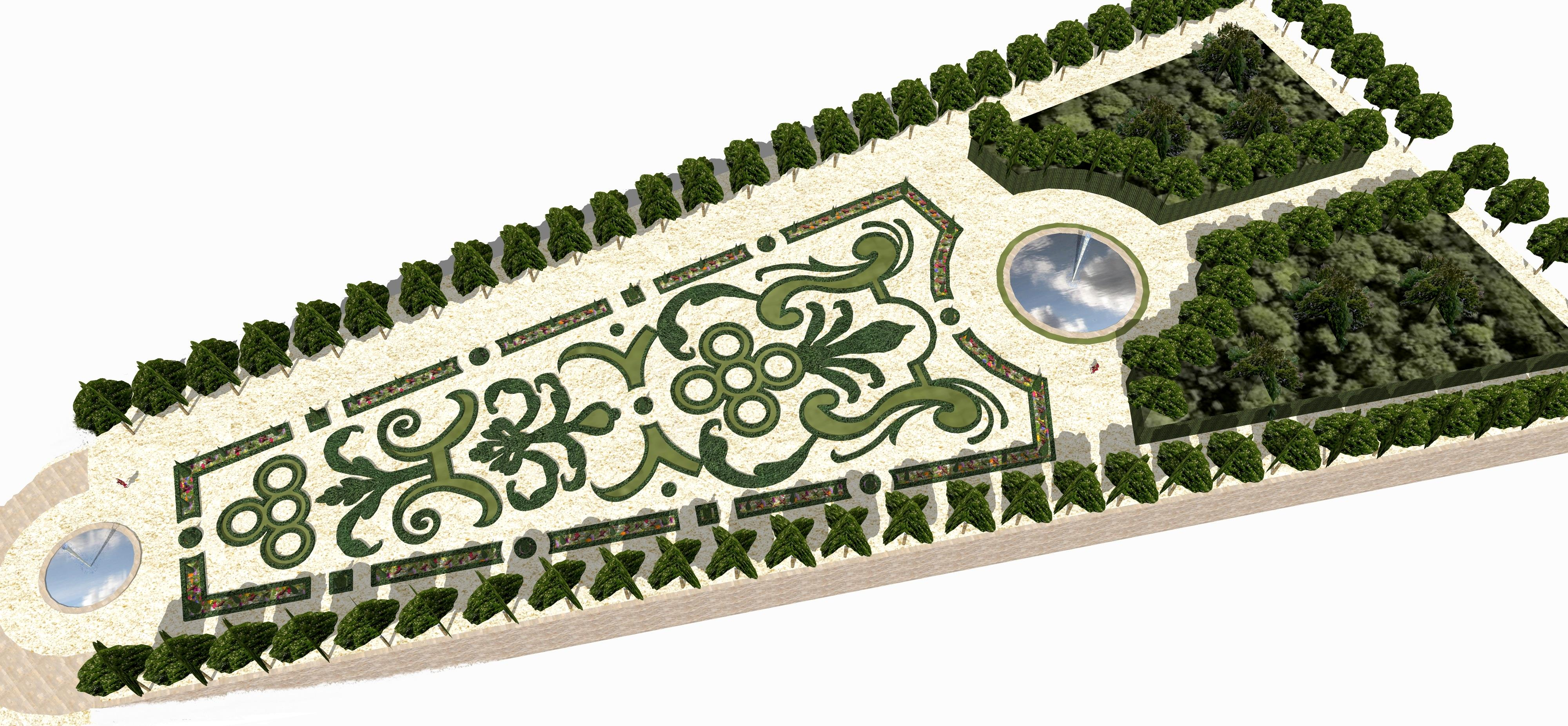
Vedere aeriană a lui Apollo parterre restaurat.
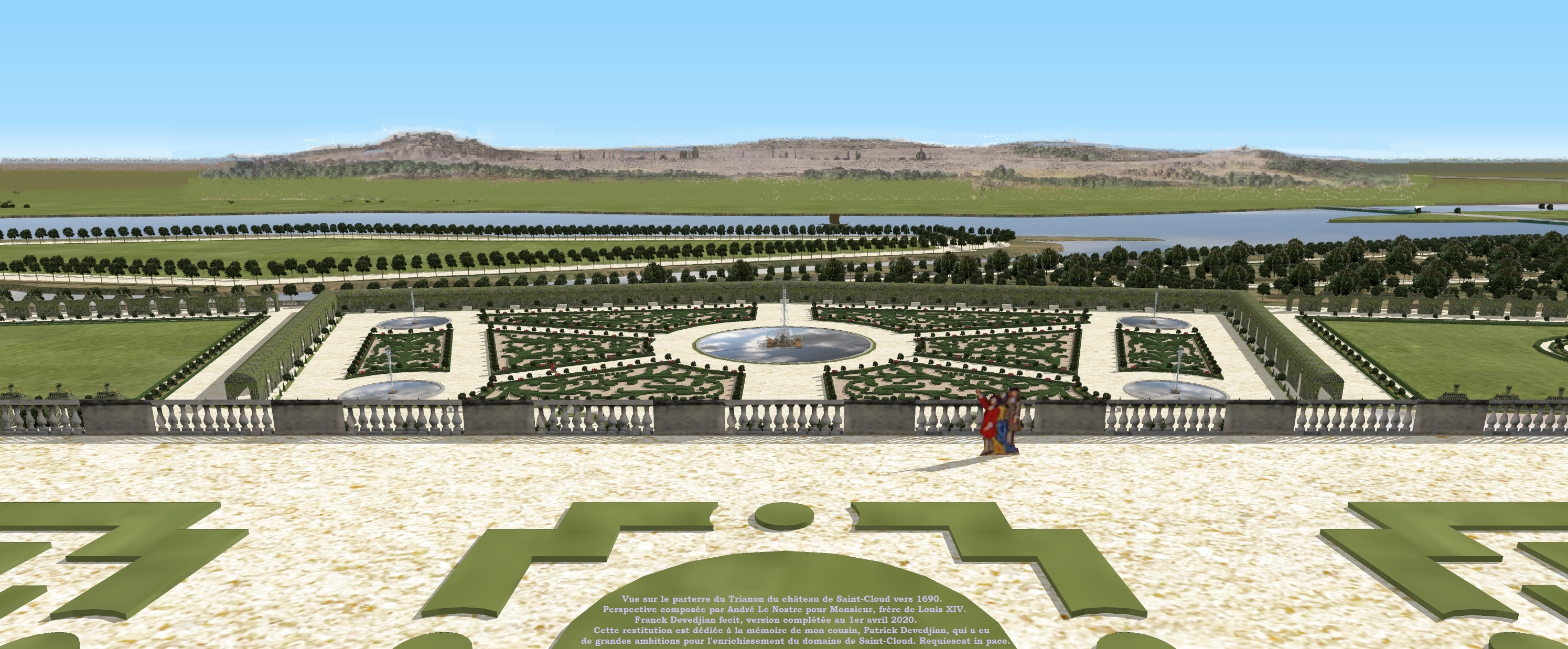
Vedere a parterei Venus de la Trianonul Saint-Cloud.
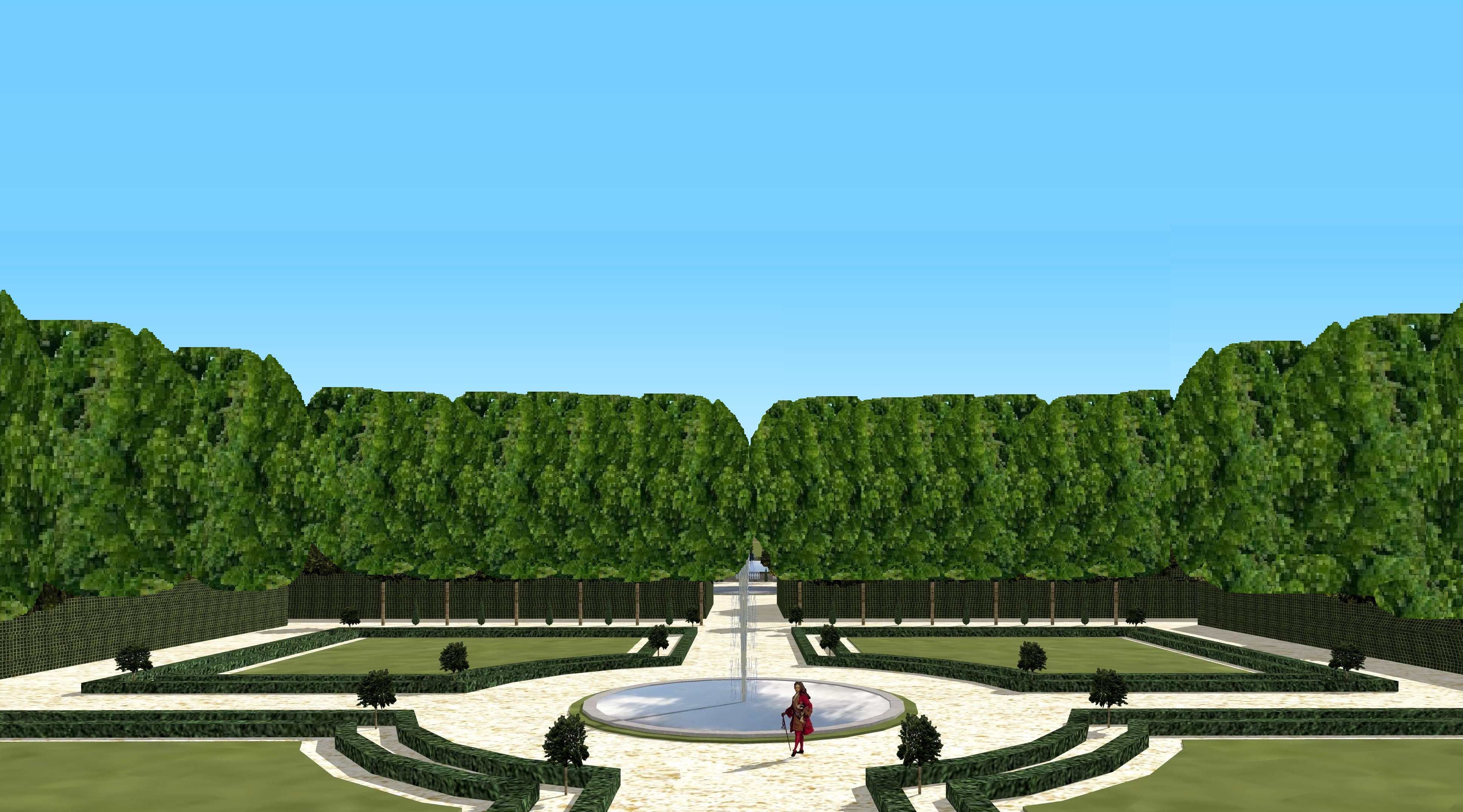
Vedere din bastionul nord al grădinilor joase, pe partea de broderie
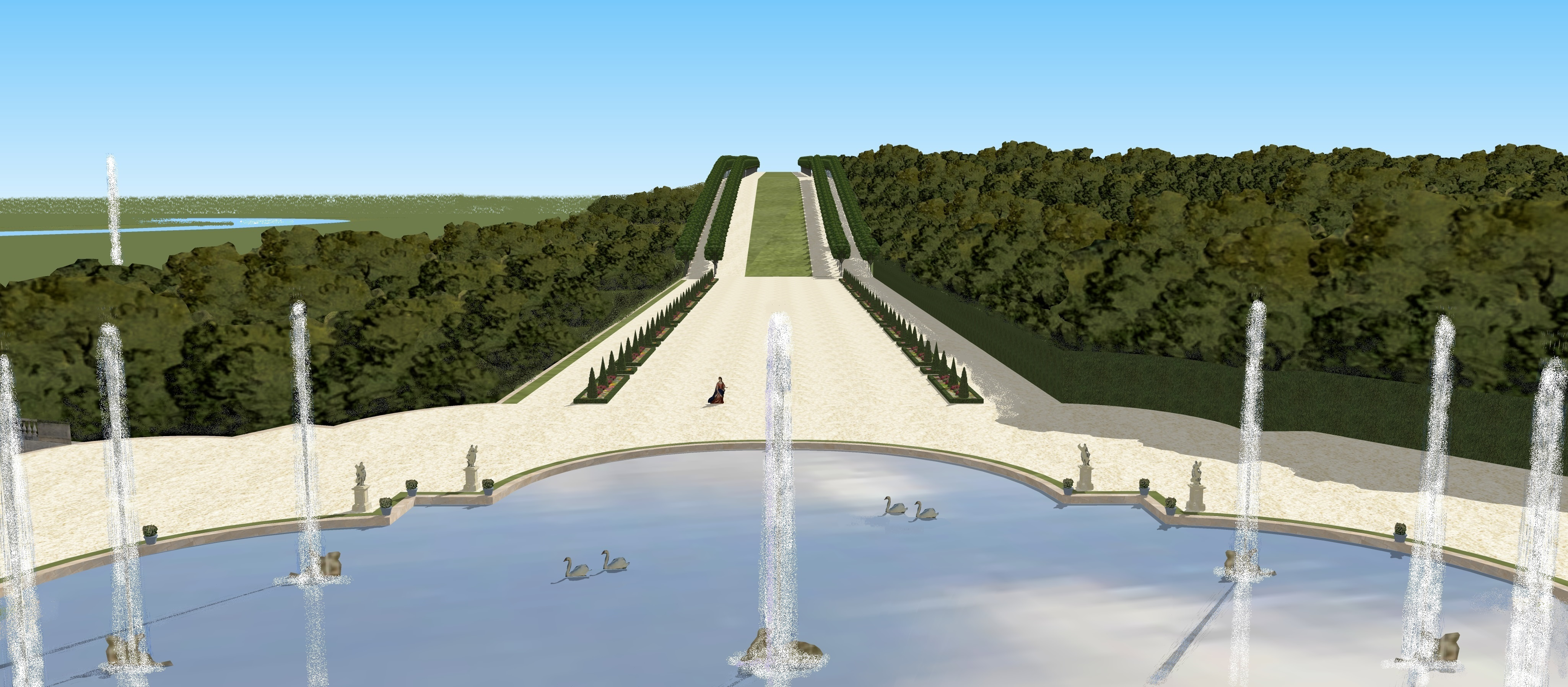
Vedere din dulapul madamei la perspectiva înaltă, primul etaj al Castelului de Saint-Cloud.
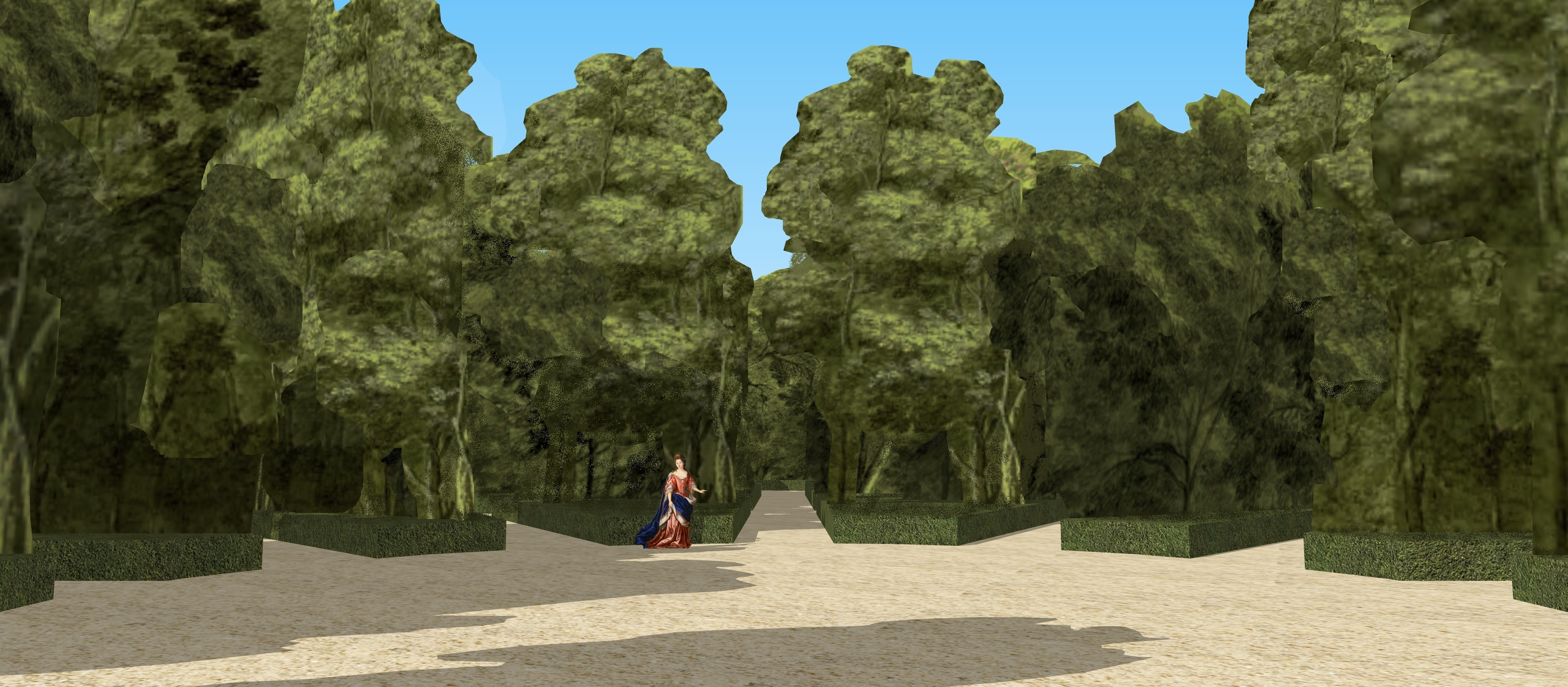
Intrarea în labirintul lui Monsieur în Saint-Cloud, în jurul anului 1700.
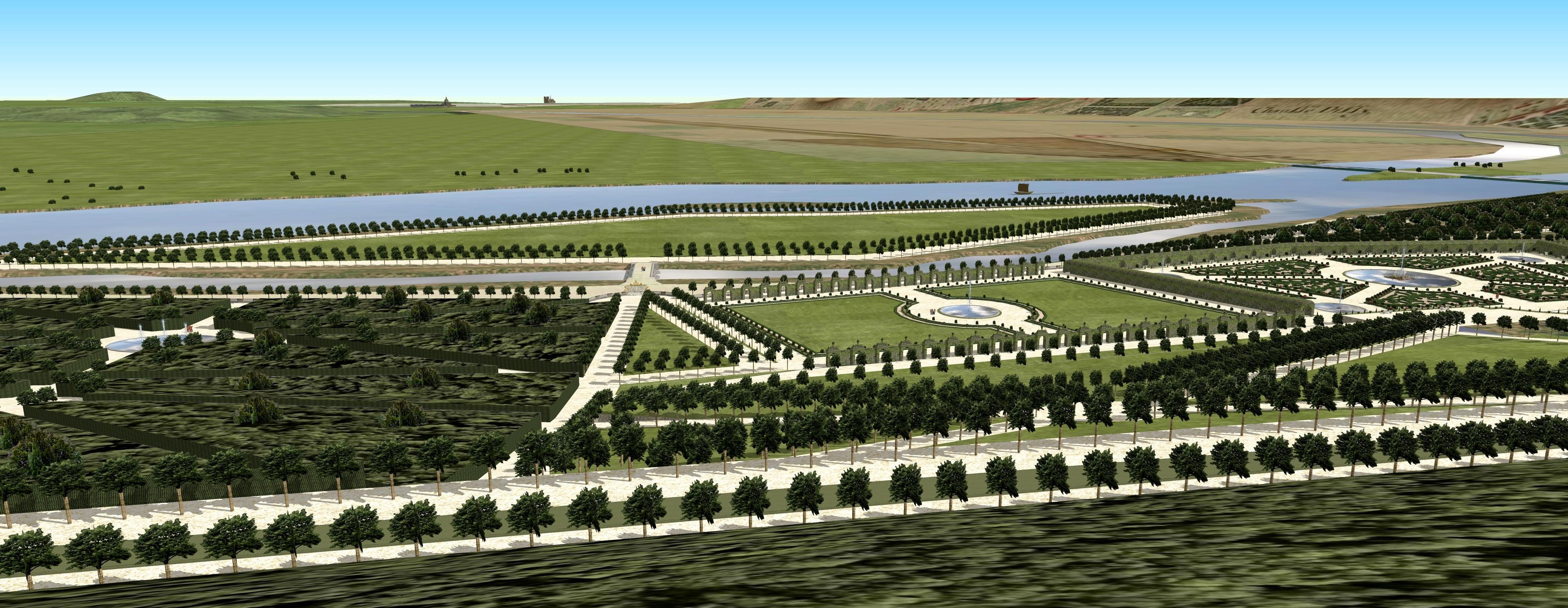
Priveliște din Balustradă spre grădinile joase din Saint-Cloud.

### Saint-Cloud în secolul 18
24 octobre 178424 octombrie 1784, castelul din Saint-Cloud este achiziționat de Ludovic al XVI-lea pentru regina Marie-Antoinette. Ludovic al XVI-lea intenționa să stabilească familia regală și Curtea acolo, în perspectiva unor lucrări majore la Palatul Versailles, începând cu 1790. În interesul economiilor, Saint-Cloud este pus pe numele reginei, ceea ce evită împovărarea guvernanților . Cu puțin timp înainte de moartea sa, ducele de Orleans, Louis-Philippe „le Gros”, care nu s-a dus la Saint-Cloud încă de la căsătoria sa morganatică cu Madame de Montesson, este silit să cedeze regelui domeniul pentru 6 milioane de livre. 
Marie-Antoinette a transformat castelul în 1787-1788 prin arhitectul său en titre, Richard Mique. În 1790, Saint-Cloud a fost scena pentru unei faimoase întrevederi între Marie-Antoinette și Mirabeau. 
Tocmai în oranjeria (sera cu portocali) a castelului, care devenise un "bun al poporului", a avut loc Lovitura de Stat din 18 Brumar, care a suprimat la 10 noiembrie 1799, Directoratul și înființând Consulatul.

### Saint-Cloud în secolul 19
La 18 mai 1804, are loc la Saint-Cloud proclamarea lui Napoleon I ca împărat al francezilor. Acesta și-a făcut aici reședința preferată. 
La 1 decembrie 1852, la Saint-Cloud, în galeria Apollo, Napoleon al III-lea, reeditând gestul unchiului său, este investit de marile corpuri ale statului cu demnitatea imperială. În fiecare an, primăvara și toamna, Napoleon al III-lea și Eugénie își stabilesc curtea la castel. 
De aici, din Saint-Cloud, de unde a declarat război Prusiei, pleacă pe 28 iulie 1870 Napoleon al III-lea la armata sa. Devenit sediul armatei germane în timpul conflictului, castelul a fost bombardat și incendiat, pe 13 octobre 1870, de tunurile franceze din fortul Mont-Valérien, în timpul asediului Parisului. 
După război, Saint-Cloud a rămas în ruine timp de peste douăzeci de ani, până când acestea au fost îndepărtate în 1892. 

Castelul Saint-Cloud în secolul 19
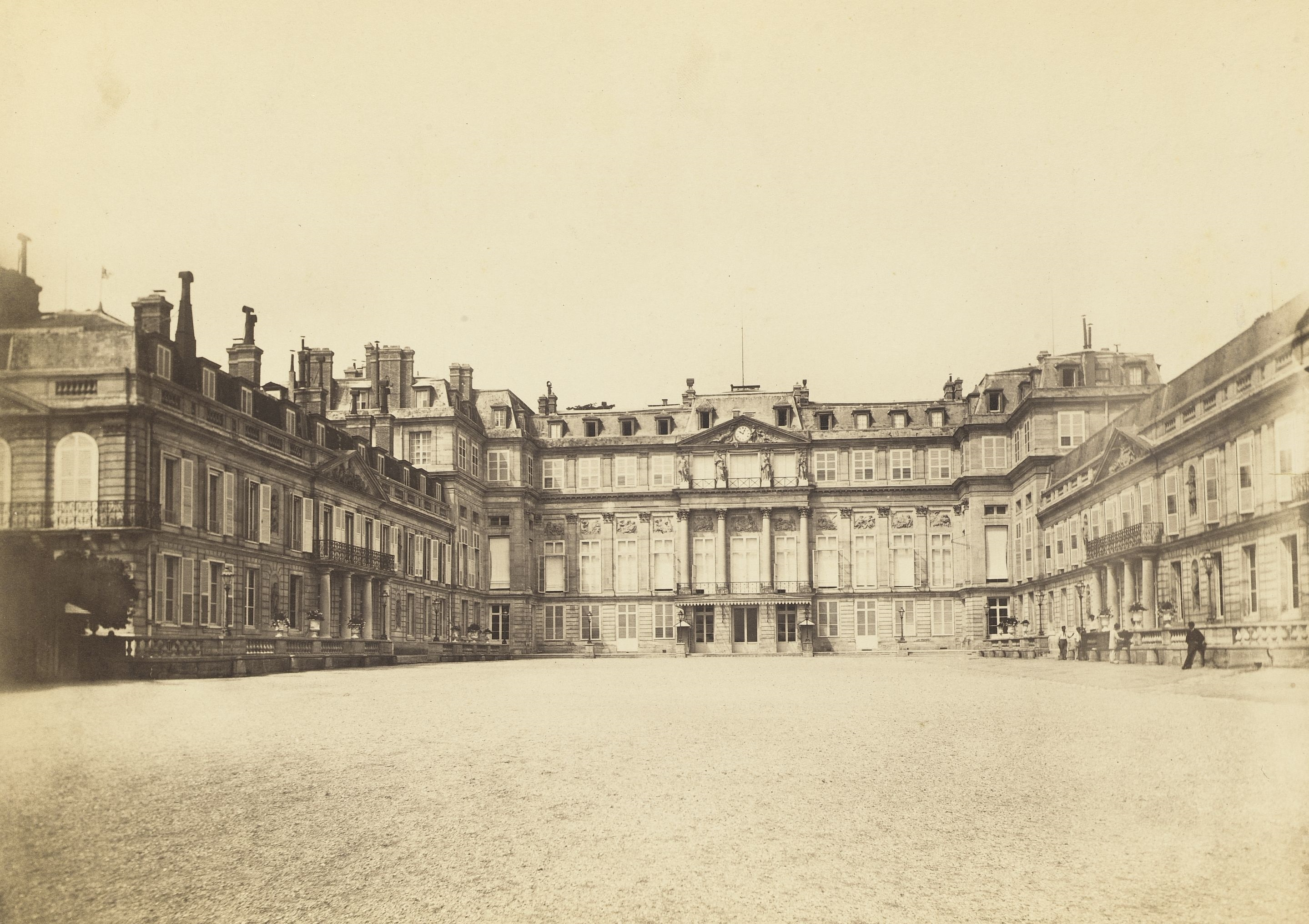
Curtea de onoare.
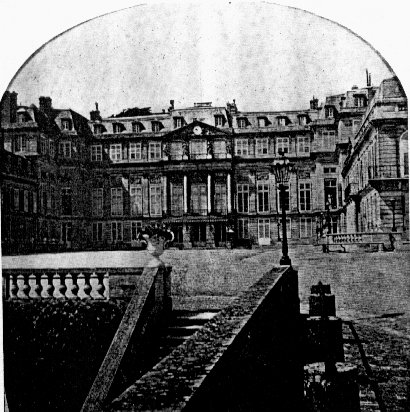
Curtea de onoare.
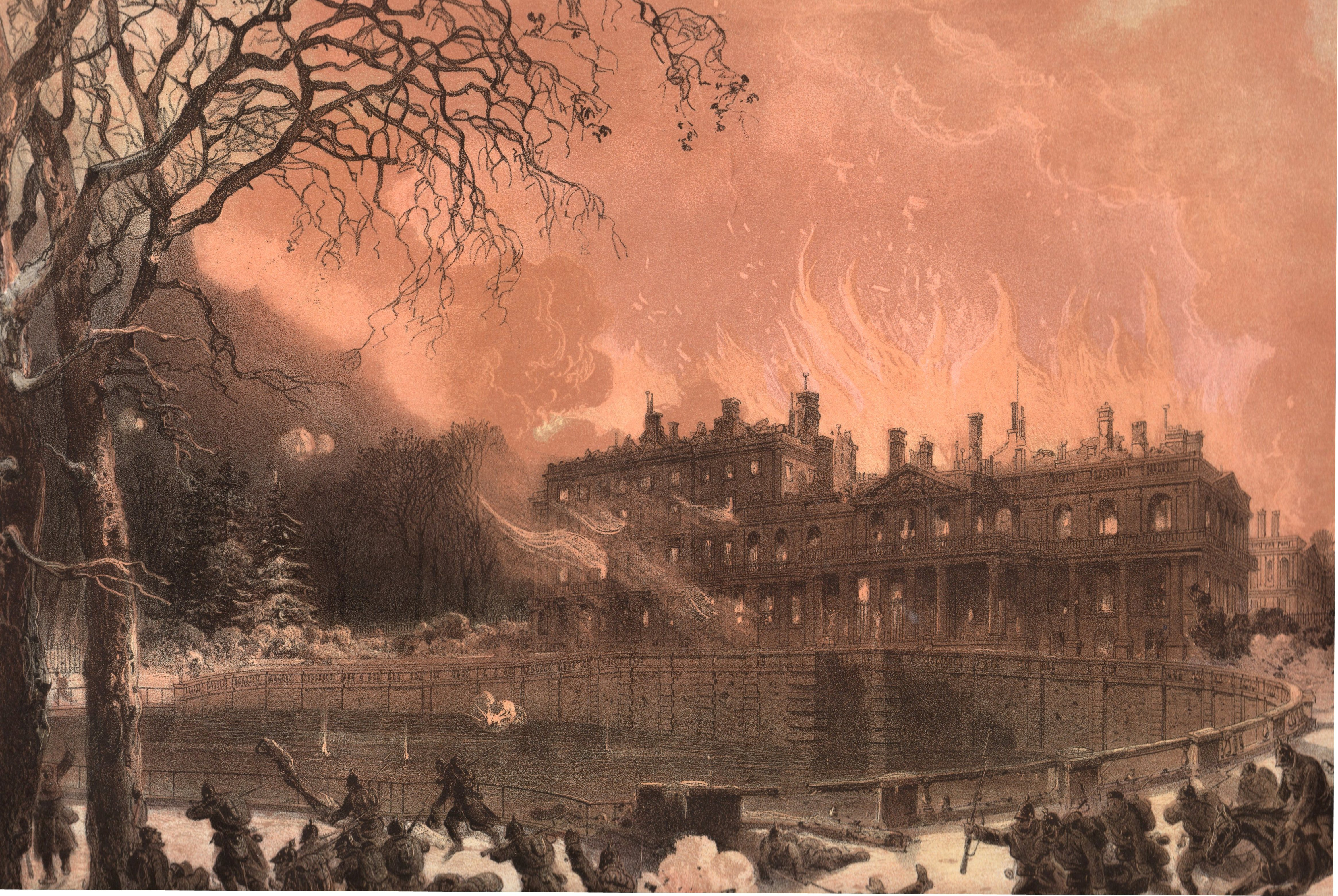
Castelul Saint-Cloud în flăcări.
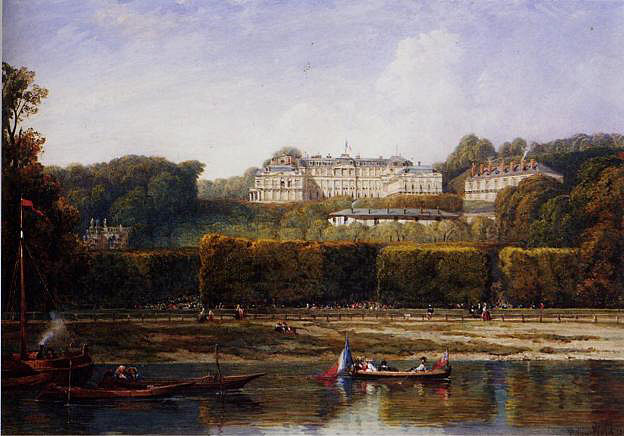
William Wyld, Le Château de Saint-Cloud (1855).
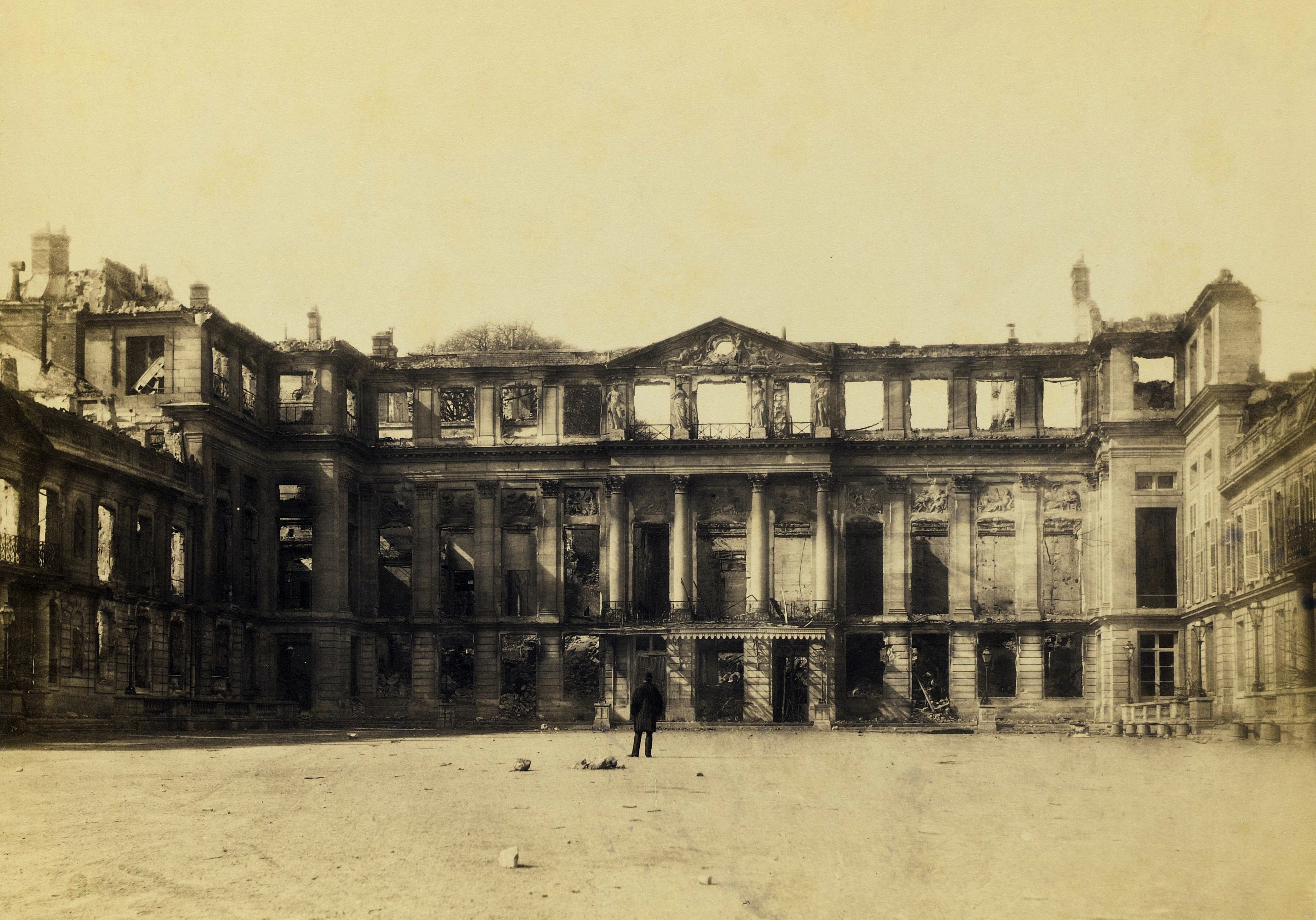
Castelul în ruine după 1870, fotografie de Charles Soulier .

### Saint-Cloud astăzi
Domeniul național Saint-Cloud este astăzi proprietatea statului și aparține de Ministerul Culturii. A fost dat în gestiunea Centrului monumentelor naționale. Este deschis publicului și este posibilă și deplasarea cu mașina, contra unei taxe de 5 €.